# Franck Sitbon
Pour les articles homonymes, voir Sitbon.
Franck Sitbon est un auteur-compositeur, arrangeur, chanteur et pianiste français né le 15 mai 1957.

## Parcours
Il a étudié le piano à la Dick Grove Music School de Los Angeles et tourné sur la côte ouest et au Canada pendant dix-huit mois.
Son parcours professionnel l'a mis en avant sur de multiples chemins musicaux : jazz, salsa, rock, funk, musique brésilienne et variété.
Sa présence en tant que chanteur, pianiste, organiste et claviériste a été remarquée sur scène mais également sur les crédits de plusieurs albums aux côtés de nombreux artistes tels que : Bernard Lavilliers, Nicole Croisille, Jacques Higelin, Elsa, Yannick Noah, Amel Bent, Catherine Lara, Sacha Distel, Dany Brillant, Thierry Amiel, Fabienne Thibeault, Charles Aznavour, Patrick Bruel, Richard Galliano, Natasha St-Pier et Véronique Sanson. 
Il contribua également à des génériques de film (La Baston, David Copperfield dans lequel il est également la voix chantée de Mealy, Le Manège enchanté, etc.). Franck Sitbon est un habitué des émissions de télévision et de radio : Taratata, Sacrée Soirée, Stars 90, Si on chantait, Coucou c’est nous, Dimanche Martin, La Chance aux chansons, Faites la fête, Studio 22, Top live, etc.
Il a été le pianiste de l'émission de M6 La Nouvelle Star de 2003 à 2010.
Il a été le directeur musical du spectacle Grease au théâtre Comédia et au Palais des Congrès.
Franck Sitbon a suivi la formation des formateurs au Studio des variétés en 2011 afin de pouvoir compléter son expérience de musicien-chanteur par une formation de coach vocal.
Il est la voix lead de l'album gospel Glory sorti en 2012, enregistré avec la chorale Family One de Charles Dumas.
Il est également pianiste dans l'orchestre de The Voice Kids.